# Frontière entre le Brésil et le Paraguay
La frontière entre le Brésil et le Paraguay est de 1 290 km, elle débute par premier tripoint où elle rencontre la frontière entre la Bolivie et le Brésil, ainsi que frontière entre la Bolivie et le Paraguay, situé à la confluence du Rio Paraguay et du Rio Negro (20° 10′ 12″ S, 58° 10′ 09″ O ). Elle se termine par second tripoint, baptisé Triple frontière où elle rencontre la frontière entre l'Argentine et le Paraguay, à la confluence du Rio Iguaçu et du Rio Paraná.
Depuis les années 2000, elle est marquée par un mur brésilien contre son voisin.